# Teenage Mutant Ninja Turtles: Mutant Melee
Teenage Mutant Ninja Turtles: Mutant Melee es un videojuego de lucha programado, publicado y distribuido por Konami para los sistemas Xbox, GameCube, Windows y PlayStation 2. Está basado en la serie de televisión Las tortugas ninja de 2003.

## Sistema de juego
Mutant Melee toma bastantes referencias de la serie de videojuegos Super Smash Bros. de Nintendo. El jugador controla a uno de los personajes disponibles y debe avanzar por un pequeño mapa con varios puntos con objetivos a cumplir, en una pelea contra uno o varios oponentes a la vez. El objetivo más común es el de "Lucha cuerpo a cuerpo" cuya victoria depende de si el objetivo es "Noquear" (derrotar al oponente) o "El último hombre en pie" (gana el personaje que quede con vida). Otras pruebas son "Rey de la colina" (muy similar a "El último hombre en pie", pero el jugador no debe caer del escenario, de lo contrario morirá en el acto) y "Que no se acerque" (el objetivo es mantener un cofre lejos de los oponentes y conservarlo hasta que el jugador consiga el número de puntos establecido. Si un rival golpea al jugador, el cofre se caerá y será recogido por otro personaje, por lo que el jugador debe golpearle para arrebatárselo).
De manera aleatoria, aparecen objetos en el escenario que el jugador puede recoger. Algunos objetos son armas, mientras que otros son objetos de recuperación o reforzadores.

## Modos de juego
- Historia de aventura: El modo de juego principal. El jugador debe seleccionar a uno de los personajes disponibles y avanzar por su propio mapa (cada personaje posee el suyo propio), cumpliendo los objetivos que se van presentando. Al completar escenarios, el jugador obtiene puntos que pueden ser canjeados para comprar nuevos personajes y material adicional.
- Lucha cuerpo a cuerpo: Es un modo para uno o dos jugadores que permite jugar combates de manera libre en cualquier escenario desbloqueado.
- Biblioteca: Una opción llena de material adicional como bocetos, ilustraciones, videos, información acerca de Las tortugas ninja y su origen, cómics, diseños descartados, etc. La mayoría de estos extras están bloqueados y para acceder a ellos, el jugador debe conseguir puntos jugando al modo "Historia de aventura" para, después, canjearlos en el modo "Biblioteca".

## Personajes
- Leonardo
- Donatello
- Michelangelo
- Raphael
- April O'Neil (tres versiones)
- Casey Jones (tres versiones)
- Foot Ninja
- Hun (dos versiones)
- Sleeg
- Shredder
- Maestro Splinter
- Traximus
- Tech Foot
- Oroku Saki
- Large Foot
- Gold Shredder

## Recepción
Mutant Melee tuvo una respuesta en la crítica bastante negativa. En Metacritic tiene una puntuación de 44 sobre 100. IGN catalogó al juego con un 5.5 sobre 10.